# Siergiej Kolesnikow (piłkarz)
Siergiej Nikołajewicz Kolesnikow, ros. Сергей Николаевич Колесников (ur. 1907, Imperium Rosyjskie, zm. 19??, Rosyjska FSRR) – rosyjski piłkarz, grający na pozycji obrońcy lub pomocnika, trener piłkarski.

## Kariera piłkarska

### Kariera klubowa
W 1923 rozpoczął karierę piłkarską w drużynie piłkarskiej węzła kolejowego w Caricynie. W latach 1927–1937 bronił barw reprezentacji Stalingradu. W 1930 występował w drużynie radzieckich pracowników handlowych SSTS (dawny Profintern). Ukończył Stalingradzki Technikum Kultury Fizycznej. W 1931 został piłkarzem Dinama Stalingrad. W 1935 przeszedł do Traktoru Stalingrad, który wtedy nazywał się Dzierżiniec-STZ. W 1940 zakończył karierę piłkarza.

## Kariera trenerska
Po zakończeniu kariery piłkarskiej rozpoczął pracę szkoleniowca. Po zakończeniu II wojny światowej od czerwca 1945 do końca 1946 prowadził Traktor Stalingrad. Potem został zaproszony do sztabu szkoleniowego klubu Trudowi Rezerwy Woroszyłowgrad, w którym najpierw pomagał trenować, a od października do końca 1951 pełnił obowiązki głównego trenera.

## Sukcesy i odznaczenia

### Sukcesy klubowe
Traktor Stalingrad
- mistrz Grupy G ZSRR: 1937